# Hamadi Al Ghaddioui
Hamadi Al Ghaddioui (ur. 22 września 1990 w Bonn) – marokański piłkarz niemieckiego pochodzenia występujący na pozycji napastnika w niemieckim klubie VfB Stuttgart. Wychowanek 1906 Witterschlick, w trakcie swojej kariery grał także w takich zespołach, jak Bayer Leverkusen II, SC Verl, Borussia Dortmund II, Sportfreunde Lotte oraz Jahn Regensburg.